# Kimi no Tame ni Tsuyoku Naritai
Kimi no Tame ni Tsuyoku Naritai (きみのためにつよくなりたい) é o quinto álbum de estúdio da banda de rock japonesa Sambomaster. A canção "Kimi wo Mamotte, Kimi wo Aishite" foi usada como décimo-nono encerramento de Bleach.

## Lista de Faixas
1. Rabu Songu (ラブソング, Love Song)
2. Anata To Ikitai (あなたといきたい)
canção usada na propaganda de TV da Ajinomoto
3. Dekikkonai wo Yaranakucha (できっこないを やらなくちゃ)
canção usada na propaganda do Nissan Serena
4. Sekai wo Kaesasete Okureyo (Kimi no Tameni Tsuyoku Naritai Version) (世界をかえさせておくれよ (きみのためにつよくなりたいバージョン))
tema de Comercial de Tv de ILOHAS da Coca-Cola japonesa.
5. Boku no Suki na Kimi ni (僕の好きな君に)
6. Ai towa Ai Towa (愛とは 愛とは)
7. Kimi wo Mamotte Kimi wo Aishite (Kimi no Tameni Tsuyoku Naritai Version) (君を守って 君を愛して (きみのためにつよくなりたいバージョン))
tema de encerramento de 「BLEACH」.
8. Ai Won Chu (アイ ウォン チュー, I Want You)
9. Suro na Disuko Nishite kure (スローなディスコにしてくれ)
10. I love you & I hate the world
11. Kasa ni Sasete Kure (傘にさせてくれ)
canção usada no LISMO DORAMA "Loss:Time:Life"
12. Kimi wa Tomoshibi (きみはともしび)
canção da propaganda da J-League da SKY PerfecTV!
13. Atarashiku Hikare (新しく光れ)
tema do comercial de Tv do Tokyo Shimbun。